# Kerk van Steenfelde
De Kerk van Steenfelde (Steenfelder Kirche) is de kerk van de lutherse gemeente in de Oost-Friese plaats Steenfelde in de gemeente Westoverledingen (Nedersaksen). Het kerkgebouw werd in de 13 of 14e eeuw als een zaalkerk opgericht.

## Geschiedenis
De op een cirkelvormige vlakke verhoging gelegen laatromaanse kerk werd aan de heilige Maria en de heilige Nicolaas gewijd. Het gebouw wordt omgeven door een drie meter hoge wal, die met bomen is begroeid. Uit de bouwtijd van de kerk stamt nog de ten noorden van de kerk staande vrijstaande toren van het parallelmuurtype. Omdat de bebouwing zich in de 12e en 13e eeuw vanuit Völlen ontwikkelde, behoorde Steenfelde in de middeleeuwen bij het bisdom Osnabrück. Na de instorting van het oostelijke deel van de kerk in 1429 werd de herbouw met een aflaat gefinancierd, die paus Martinus V op 1 december van dat jaar afkondigde. Bij de herbouw werd een vlak koor aangebouwd.
Tijdens de reformatie ging de gemeente aanvankelijk over tot de leer van Calvijn, echter onder invloed van de Zweedse koningsdochter Catharina Wasa, echtgenote van de Oost-Friese graaf Edzard II, werd de gemeente gedwongen de calvinistische leer in te wisselen voor de lutherse leer. Een metselaar zou in 1681 twee kleine altaren uit de katholieke tijd hebben weggebroken, waarbij relieken werden aangetroffen die volgens een bijgevoegd schrift van de heilige Franciscus van Assisi zouden zijn geweest. Waar deze relieken zich thans bevinden is onbekend.         
Het kerkgebouw wordt ondersteund door vijf steunberen. De oude rondboogportalen en enkele kleine romaanse ramen in de lengtemuren werden naderhand dichtgemetseld. Daarentegen bleef een tandfries onder de dakrand bewaard. De huidige rondboogramen werden in de jaren 1860 ingebracht. Het westelijke voorportaal is een toevoeging uit de 20e eeuw.

## Interieur

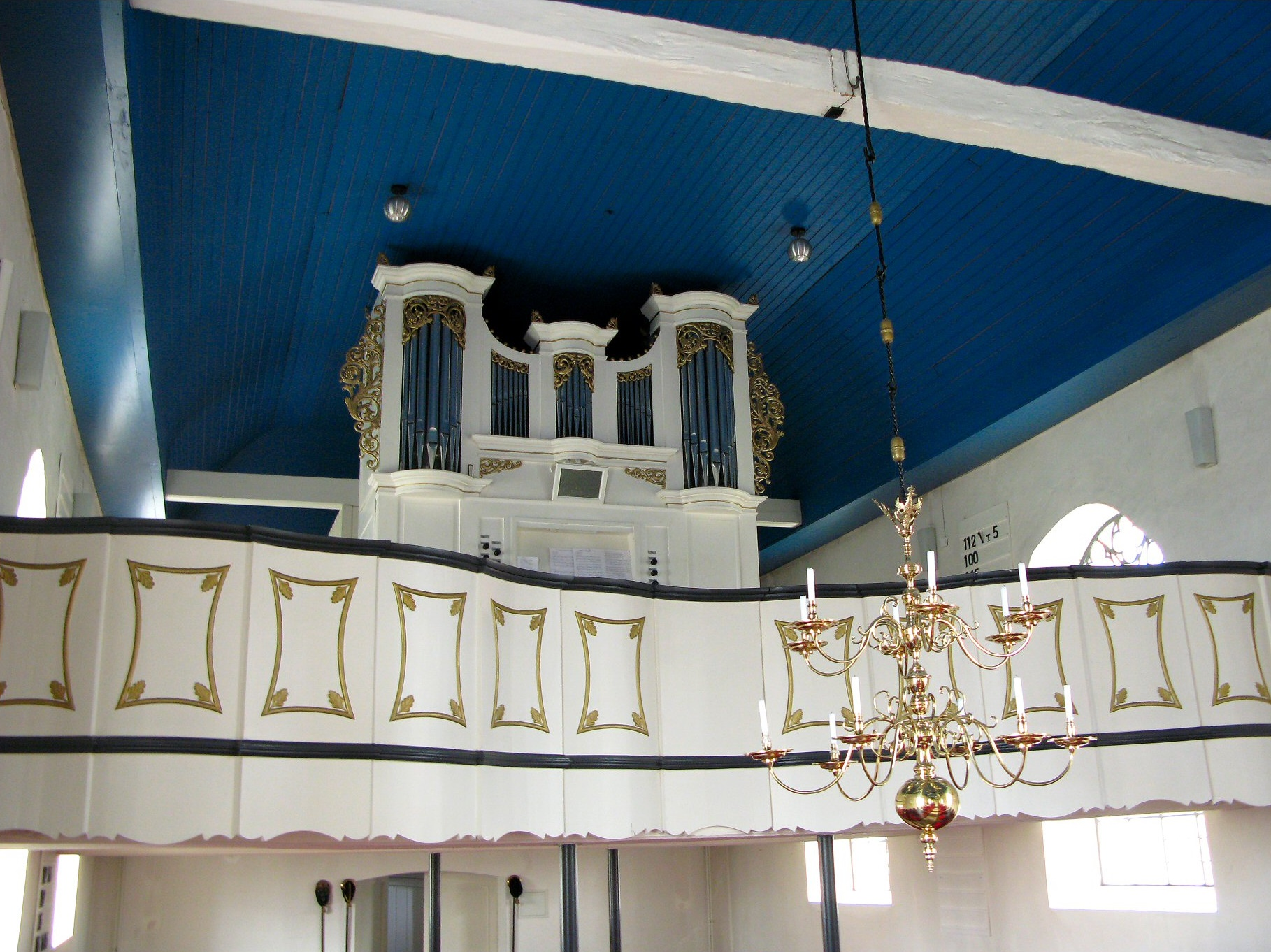
Het orgel van de kerk van Steenfelde

In de met een houten plafond afgesloten kerk staat een kelkvormig doopvont uit de 15e eeuw. De eenvoudige kansel dateert uit de 17e eeuw en de rood geschilderde kerkbanken zijn nog 18e-eeuws. Het altaarstuk stamt uit de 19e eeuw.

## Orgel
Het orgel werd in 1860 door Gerd Sieben Janssen met negen registers op één manuaal gebouwd. In 1913 volgde nieuwbouw door de orgelbouwfirma P. Furtwängler & Hammer. Het huidige instrument stamt van de gebr. Hillebrand. Dit orgel kent twaalf registers verdeeld over twee manualen en pedaal. De orgelkas uit de 19e eeuw bleef bewaard.